# Werner Zezula
Werner Zezula (* 24. Oktober 1941) ist ein ehemaliger österreichischer Tischtennis-Nationalspieler. 

## Werdegang
Werner Zezula spielte in den 1950er und 1960er Jahren bei verschiedenen österreichischen Vereinen, etwa in Wien, bei NÖ Energie und TTC Sonni. Er gewann bei der Jugend-Europameisterschaft 1959 in Constanza Bronze mit dem österreichischen Team. Bei den Erwachsenen gewann er drei Medaillen bei den nationalen österreichischen Meisterschaften, 1962 Silber im Doppel mit Reinhard Engel und Gold im Mixed mit Linda Wertl, 1963 Gold im Doppel mit Reinhard Engel.
1963 wurde er für die Weltmeisterschaft nominiert, kam aber nicht in die Nähe von Medaillenrängen.